# La Mort dans la peau (film)
Pour les articles homonymes, voir La Mort dans la peau et Supremacy (homonymie).
Série Jason Bourne
La Mémoire dans la peau
(2002) La Vengeance dans la peau
(2007)
Pour plus de détails, voir Fiche technique et Distribution.
La Mort dans la peau (The Bourne Supremacy) est un film d'espionnage américano-allemand réalisé par Paul Greengrass et sorti en 2004. Il fait partie de la série de films inspirée des romans de Robert Ludlum et débutée avec La Mémoire dans la peau en 2002.

## Synopsis
Depuis deux ans, Jason Bourne et sa compagne Marie Kreutz vivent incognito à Goa en Inde. Bourne tente de retrouver la mémoire de son passé. Parallèlement, à Berlin, Pamela Landy, chef d'unité opérationnelle de la CIA, monte une transaction qui doit lui permettre d'identifier une taupe responsable du détournement de 20 millions de dollars il y a plusieurs années. Kirill, un agent russe agissant pour le compte de Yuri Gretkov, un magnat du pétrole, impliqué dans le détournement de fonds passé, torpille l'opération, s'empare de l'argent de la transaction et laisse sur place des indices incriminant Bourne. Kirill est ensuite envoyé à Goa pour éliminer Bourne et boucler ainsi l'opération d'intoxication. Repéré par Bourne, il abat Marie à sa place et laisse Jason pour mort. Ce dernier, convaincu que la CIA est de nouveau sur ses traces, entreprend de se venger, en revenant en Europe.
Dans le même temps, Landy, enquêtant sur Bourne, remonte la filière de l'opération Treadstone, un programme secret de formation de tueurs d'élite auquel appartenait Bourne avant l'accident qui l'a rendu amnésique. Elle identifie les éléments essentiels de l'opération exposés dans la première partie de la trilogie (La Mémoire dans la peau) et établit un lien entre celle-ci et la mort de l'homme politique russe Vladimir Neski quelques années auparavant, qui faisait suite au détournement de fonds sur lequel elle enquête. Bourne, de son côté, remonte la piste de Treadstone, d'abord à Munich, où il contacte Jarda, l'un des derniers membres vivants de l'opération, qui lui apprend que l'organisation a été démantelée. Il retrouve à Berlin Nicky Parsons, ex-responsable logistique de Treadstone à Paris, qui lui révèle l'identité du véritable père de Treadstone : Ward Abbott.
Bourne, toujours à la recherche des traces de son passé, retourne à l'hôtel Brecker de Berlin, où il avait éliminé Neski et son épouse dans le passé. Sur place, il retrouve partiellement la mémoire sur ces événements et échappe de justesse à une arrestation. L'étau se resserre autour d'Abbott, de plus en plus suspect aux yeux de Landy quant à son rôle exact. Il élimine son assistant, Danny Zorn, qui a découvert une preuve de la machination contre Bourne. Bourne s'infiltre dans sa chambre d'hôtel et le confronte à son rôle exact dans l'affaire de détournement de fonds et l'assassinat de Neski. Avant de quitter Abbott, il lui révèle l'enregistrement de leur conversation et le laisse seul avec une arme, l'amenant à se suicider devant Landy peu de temps après.
Bourne part ensuite pour Moscou. Il affronte Kirill dans une course-poursuite spectaculaire et prend l'avantage sur le Russe en envoyant sa voiture contre un poteau en béton et avant de le laisser, gravement blessé. Après avoir retrouvé la fille des Neski, Irena, il lui révèle que ses parents ne se sont pas suicidés comme le prétend la version officielle mais qu'il est responsable de leur exécution. Après une ellipse (qui constituera le début de La Vengeance dans la peau) Bourne se retrouve à New York et entre en contact avec Landy, qui lui révèle son véritable nom, David Webb. Il lui fait alors comprendre qu'il l'observe, puis quitte l'immeuble où il se trouve et se fond dans la foule.

## Fiche technique
Sauf indication contraire, les informations mentionnées dans cette section peuvent être confirmées par la base de données cinématographiques IMDb,  présente dans la section « Liens externes ».
- Titre francophone : La Mort dans la peau
- Titre original : The Bourne Supremacy
- Réalisation : Paul Greengrass
- Scénario : Tony Gilroy avec la participation non créditée de Brian Helgeland[1], d'après le roman de Robert Ludlum
- Musique : John Powell
- Photographie : Oliver Wood
- Direction artistique : Philip Elton, Sarah Horton, Sebastian T. Krawinkel
  - Supervision de la direction artistique : Peter Wenham
- Décors : Dominic Watkins
  - Décors de plateau : Bernhard Heinrich
- Costumes : Dinah Collin
- Montage : Richard Pearson et Christopher Rouse
- Production : Patrick Crowley, Frank Marshall et Paul Sandberg
  - Coproduction : Andrew R. Tennenbaum
  - Production associée : Henning Molfenter, Colin J. O'Hara et Thierry Potok
  - Production déléguée : Doug Liman, Henry Morrison et Jeffrey M. Weiner
- Sociétés de production : Universal Pictures, Motion Picture THETA Produktionsgesellschaft, The Kennedy/Marshall Company, Ludlum Entertainment et Hypnotic
- Sociétés de distribution : Universal Pictures (États-Unis), United International Pictures (France)
- Budget : 75 millions de dollars
- Format : couleur — 35 mm — 2,35:1 — son DTS, Dolby Digital et SDDS
- Pays de production :  États-Unis,  Allemagne
- Langues originales : anglais, russe, allemand et italien
- Genres : action, espionnage
- Durée : 108 minutes
- Dates de sortie[2] : 
  - États-Unis, Canada : 23 juillet 2004
  - France, Belgique : 8 septembre 2004
- Classification[3] :
  - États-Unis : PG-13
  - France : tous publics

## Distribution
- Matt Damon (VF : Damien Boisseau ; VQ : Gilbert Lachance) : Jason Bourne / David Webb
- Joan Allen (VF : Véronique Augereau ; VQ : Claudine Chatel) : Pamela « Pam » Landy
- Brian Cox (VF : Claude Brosset ; VQ : Vincent Davy) : Ward Abbott
- Franka Potente (VF : Virginie Méry ; VQ : Nadia Paradis) : Marie Helena Kreutz
- Julia Stiles (VF : Élise Otzenberger ; VQ : Camille Cyr-Desmarais) : Nicolette « Nicky » Parsons
- Karl Urban (VF : Fabrice Josso) : Kirill
- Gabriel Mann (VF : Alexis Tomassian ; VQ : Louis-Philippe Dandenault) : Daniel « Danny » Zorn
- Karel Roden (VF : Philippe Dumond ; VQ : Sylvain Hétu) : Yuri Gretkov
- Tomas Arana (VF : Edgar Givry ; VQ : Hubert Gagnon) : Martin Marshall
- Tom Gallop (VF : Xavier Fagnon ; VQ : Alain Zouvi) : Tom Cronin
- Marton Csokas (VF : Julien Kramer ; VQ : Jacques Lavallée) : Jarda
- Jevgenij Sitochin : Vladimir Neski
- Oksana Akinchina : Irena Neski
- Marina Weis-Burgaslieva : Mme Neski
- Tim Griffin (VF : Éric Daries) : John Nevins
- Michelle Monaghan (VQ : Violette Chauveau) : Kim
- Ethan Sandler (VQ : Jean-François Beaupré) : Kurt
- John Bedford Lloyd (VQ : Denis Roy) : Teddy
- Sean Smith : Vic
- Maxim Kovalevski : Ivan
- Patrick Crowley : Jack Weller
- Chris Cooper (VF : Patrick Floersheim ; VQ : Marc Bellier) : Alexander Conklin (scènes de flashback, non crédité)

Sources et légendes : Version française (VF) sur Voxofilm, AlloDoublage et  RS Doublage, Version québécoise (VQ) sur Doublage.qc.ca

## Production

### Genèse et développement
Après le succès mondial de La Mémoire dans la peau, sorti en 2002, une suite est rapidement envisagée, comme l'explique le producteur Frank Marshall : « Nous avions fait un film d'espionnage intellectuel, un thriller parano d'un style inédit. Le casting à contre-emploi de Matt Damon se révéla un choix idéal. Avec lui naissait un nouveau héros d'action si passionnant, si déroutant, que nous avons eu envie de poursuivre son histoire ».
Tony Gilroy, coscénariste du premier film, élabore seul celui de cette suite. Il affirme que son travail n'est pas une adaptation du roman La Mort dans la peau mais plutôt une « ré-imagination ». Brian Helgeland participera ensuite à quelques retouches mais ne sera pas crédité au générique.
Le réalisateur du premier film, Doug Liman, étant indisponible, Frank Marshall et les autres producteurs font appel au Britannique Paul Greengrass, après avoir été impressionnés par son film Bloody Sunday (2002) et son style visuel intense et quasi-documentaire.

### Attribution des rôles
Joan Allen et Brian Cox avaient déjà joué dans un même film, Le Sixième Sens de Michael Mann, sorti en 1986. Outre Matt Damon, on retrouve Franka Potente, Julia Stiles, Gabriel Mann et Chris Cooper, tous présents dans La Mémoire dans la peau.

### Tournage
Le tournage a eu lieu principalement à Berlin (Alexanderplatz, Friedrichshain, aéroport de Berlin-Tempelhof, Zehlendorf, Karl-Marx Allee, Westin Grand Berlin, Haus Cumberland (en) pour figurer l'hôtel Brecker, Zoologischer Garten (métro), gare de l'Est etc.) et sa banlieue (Studios de Babelsberg à Potsdam). Quelques scènes ont également été tournées en Inde (Panaji, Goa, Maharashtra), en Italie (Naples), en Russie (Moscou, aéroport de Moscou-Cheremetievo, gare de Kiev), aux États-Unis (Los Angeles, Manhattan).

### Musique
Albums de John Powell
Paycheck
(2004) Irrésistible Alfie
(2004)
Bandes originales de Jason Bourne
La Mémoire dans la peau
(2002) La Vengeance dans la peau
(2007)
La musique du film est composée par John Powell, déjà compositeur de la musique du film précédent.
Liste des titres
1. Goa – (3:00)
2. The Drop – (3:42)
3. Funeral Pyre – (2:21)
4. Gathering Data – (1:54)
5. Nach Deutschland – (2:40)
6. To the Roof – (5:32)
7. New Memories – (2:48)
8. Berlin Foot Chase – (5:16)
9. Alexander Platz / Abbott's Confession – (3:34)
10. Moscow Wind Up – (6:54)
11. Bim Bam Smash – (5:09)
12. Atonement – (1:30)
13. Extreme Ways – (3:56) (interprété par Moby)

## Accueil

### Accueil critique
La Mort dans la peau obtient un accueil globalement favorable de la part des critiques professionnels, obtenant 81 % d'avis favorables sur le site Rotten Tomatoes, pour 190 critiques et une moyenne de 7,2⁄10 et un score de 73⁄100 sur le site Metacritic, pour 39 critiques.
L'accueil en France est plus modéré : le site Allociné lui attribue notamment une moyenne de 4⁄5[réf. nécessaire].

### Box-office
La Mort dans la peau rencontre un succès commercial aux États-Unis : distribué dans une combinaison maximale de départ de 3 165 salles, le film démarre en première position du box-office américain pour son premier week-end d'exploitation, avec 52 521 865 $ de recettes , soit 16 594 $ par écran, se payant le luxe de déloger I, Robot, en tête du box-office le week-end précédent. De plus, ce second opus engrange 25,4 millions de dollars de plus que son prédécesseur, qui totalisait 27,1 millions de dollars de recettes à la même période, en 2002 et une deuxième place au box-office américain. La Mort dans la peau reste dans le top 10 du box-office américain durant les six week-ends suivants et un total de 164 769 215 $. Finalement, après plus de vingt semaines à l'affiche, le long-métrage totalise 176 241 941 $ de recettes, soit 54,6 millions de plus que La Mémoire dans la peau (qui totalisa 121 661 683 $ en fin d'exploitation).
La Mort dans la peau connait également un triomphe à l'étranger, totalisant 112 258 276 $ de recettes internationales et 290 835 269 $ de recettes au box-office mondial, soit 20 millions de dollars de plus à l'étranger et 74,5 millions de plus dans le monde que La Mémoire dans la peau.
| Pays ou région    | Box-office        | Date d'arrêt du box-office | Nombre de semaines |
| ----------------- | ----------------- | -------------------------- | ------------------ |
| États-Unis Canada | 176 241 941 $     | 23 décembre 2004           | 23                 |
| France            | 1 142 893 entrées | 17 novembre 2004           | 11                 |
| Total mondial     | 290 835 269 $     | -                          | -                  |

## SagaJason Bourne
1. La Mémoire dans la peau (The Bourne Identity) de Doug Liman (2002)
2. La Mort dans la peau (The Bourne Supremacy) de Paul Greengrass (2004)
3. La Vengeance dans la peau (The Bourne Ultimatum) de Paul Greengrass (2007)
4. Jason Bourne : L'Héritage (The Bourne Legacy) de Tony Gilroy (2012)
5. Jason Bourne de Paul Greengrass (2016)

### Revue de presse
- David Groison, «Exils. La Mort dans la peau », Phosphore no 274, Groupe Bayard, Montrouge, septembre 2004, p. 10,  (ISSN 0249-8138)